# Herpesvirus simple
Els herpesvirus simple o virus de l'herpes simple 1 i 2 (VHS-1 i VHS-2) són dos membres de la família Herpesviridae humana, un conjunt de virus que produeixen infeccions víriques a la majoria dels humans. Tant el VHS-1 com el VHS-2 són molt comuns i contagiosos. Es poden propagar quan una persona infectada comença a expulsar el virus.
L'any 2016, aproximadament el 67% de la població mundial menor de 50 anys tenia VHS-1. Als Estats Units, s'estima que aproximadament el 47,8% i l'11,9% tenen VHS-1 i VHS-2, respectivament, tot i que la prevalença real pot ser molt més alta. Com que es pot transmetre a través de qualsevol contacte íntim, és una de les infeccions de transmissió sexual més comunes.